# Trilogie de Koker
Pour les articles homonymes, voir Koker.

La Trilogie de Koker (سه‌گانه زلزله) est une saga de trois films réalisés par Abbas Kiarostami.
Elle inclut :
- 1987 : Où est la maison de mon ami ?
- 1991 : Et la vie continue
- 1994 : Au travers des oliviers

Au départ, cette trilogie n'était pas prévue et n'a pas été imaginée immédiatement par son réalisateur. Ce sont des critiques et des théoristes qui l'ont désignée ainsi. Par ailleurs, Kiarostami notera que le seul lien entre les trois films était le village de Koker, tandis que les histoires convergeaient.
Selon Kiarostami, il est préférable de penser à un diptyque en parlant des deux derniers films : Et la vie continue et Au travers des oliviers qui sont reliés par le thème de la préciosité de la vie.
Ces trois films se situent entre la fiction et la réalité, ouvrant au cinéma iranien une nouvelle forme encore peu explorée. Selon Gilberto Perez, ce serait les meilleures œuvres de Kiarostami.

## Où est la maison de mon ami?
Ce premier opus dépeint l'histoire d'un jeune garçon nommé Ahmad, qui par mégarde, a gardé le cahier d'exercices de son ami Nematzadeh. Il doit donc le lui rendre, pour que ce dernier ne se fasse pas renvoyer de l'école. Pour cela, Ahmad, habitant Koker, doit se rendre à Pochteh, un village voisin.

## Et la vie continue
Ce deuxième opus traite d'un sujet plus grave et important : un tremblement de terre qui a dévasté le nord de l'Iran. Cette catastrophe naturelle qui s'était produite réellement en 1990 avait provoqué la mort de 50 000 personnes.

## Au travers des oliviers
Ce troisième opus parle d'une équipe de cinéma voulant tourner le film Et la vie continue, le précédent film de la trilogie, basé sur l'espoir de continuer à vivre et sur l'envie de tout rebâtir.

## Sortie vidéo
Le 7 avril 2020, édité par Potemkine Films, sort un coffret DVD/Blu-ray regroupant les trois films de la trilogie de Koker (Où est la maison de mon ami ?, Et la vie continue, Au travers des oliviers). Le coffret inclut des analyses des films, un documentaire sur le réalisateur, ainsi que des séquences commentées par Abbas Kiarostami.